# سيميتريسيتي
سيميتريسيتي (بالملايوية: SimetriSiti)‏ هو ألبوم الاستوديو الثامن عشر والألبوم السابع عشر باللغة الملايوية للمغنية وممثلة الماليزية سيتي نورهاليزا.

## قائمة الأغاني
1. Bersandar Cinta (العجاف في الحب / اتكئ في الحب)
2. Penghiburku (المعزي الخاص بي)
3. Ikrar Cinta (تعهد الحب)
4. Segala Perasaan (كل المشاعر)
5. Aku Bukan Malaikat (أنا لست ملاكاً)
6. Manis Terindah (أجمل حلوة / أحلى)
7. Kisah Ku Inginkan (القصة التي أريدها)
8. Tak Perlu Ragu (لا داعي للتردد / لا داعي للشك)
9. Kau Takdirku (أنت قدري)
10. Hiasi Duniaku (تزيين عالمي / تزيين دنياي)

### Indonesian Version
1. Bersandar Cinta (العجاف في الحب / اتكئ في الحب)
2. Penghiburku (المعزي الخاص بي)
3. Ikrar Cinta (تعهد الحب)
4. Segala Perasaan (كل المشاعر)
5. Aku Bukan Malaikat (أنا لست ملاكاً)
6. Manis Terindah (أجمل حلوة / أحلى)
7. Tak Perlu Ragu (لا داعي للتردد / لا داعي للشك)
8. Kau Takdirku (أنت قدري)
9. Hiasi Duniaku (تزيين عالمي / تزيين دنياي)